# 愛知県道330号愛知こどもの国線
愛知県道330号愛知こどもの国線（あいちけんどう330ごう あいちこどものくにせん）は、愛知こどもの国にアクセスするための元県道である。自転車道が併設されている。2011年3月29日に廃止された。

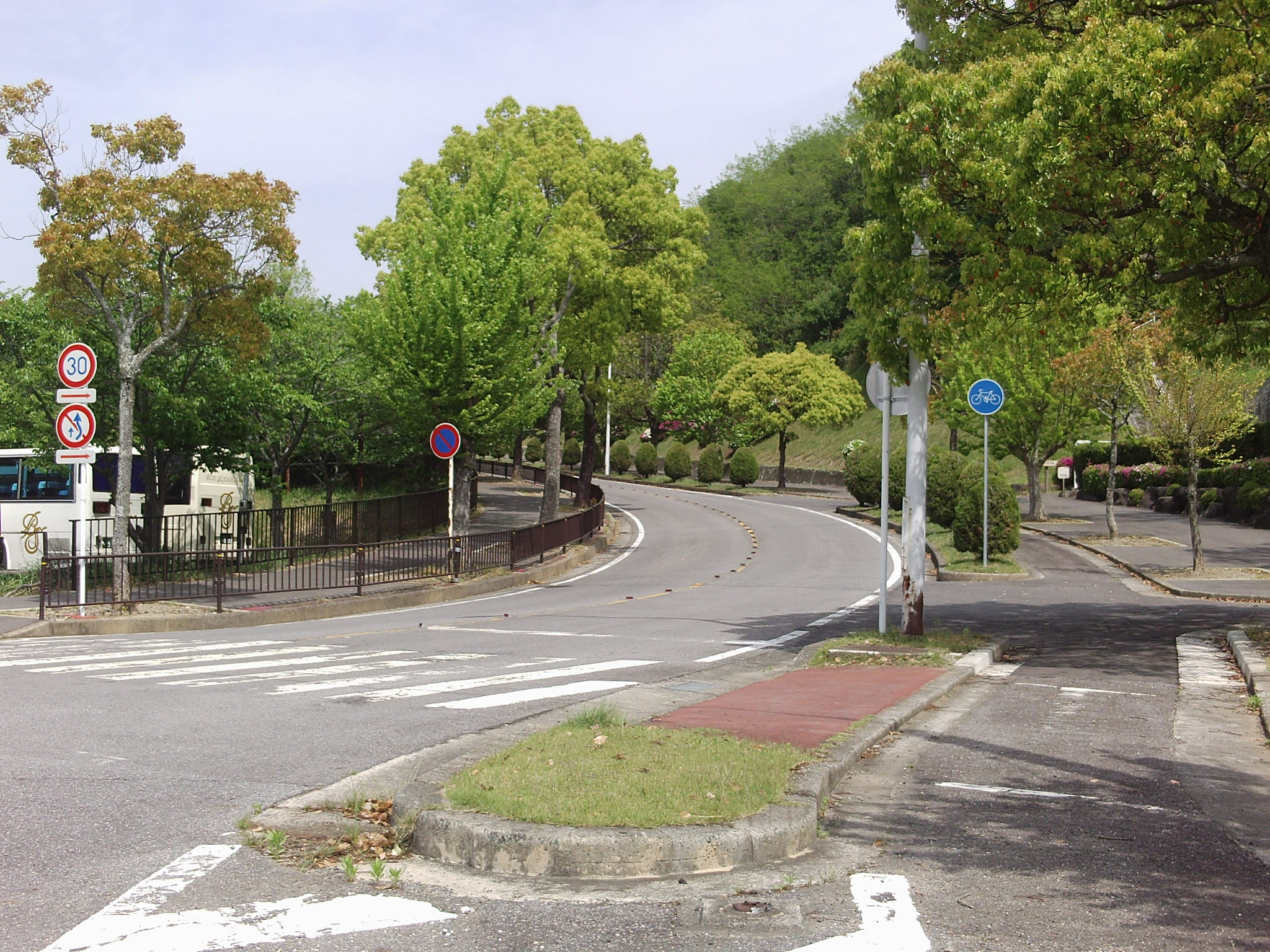
愛知こどもの国のゆうひが丘側。ここを入口として坂を登る。

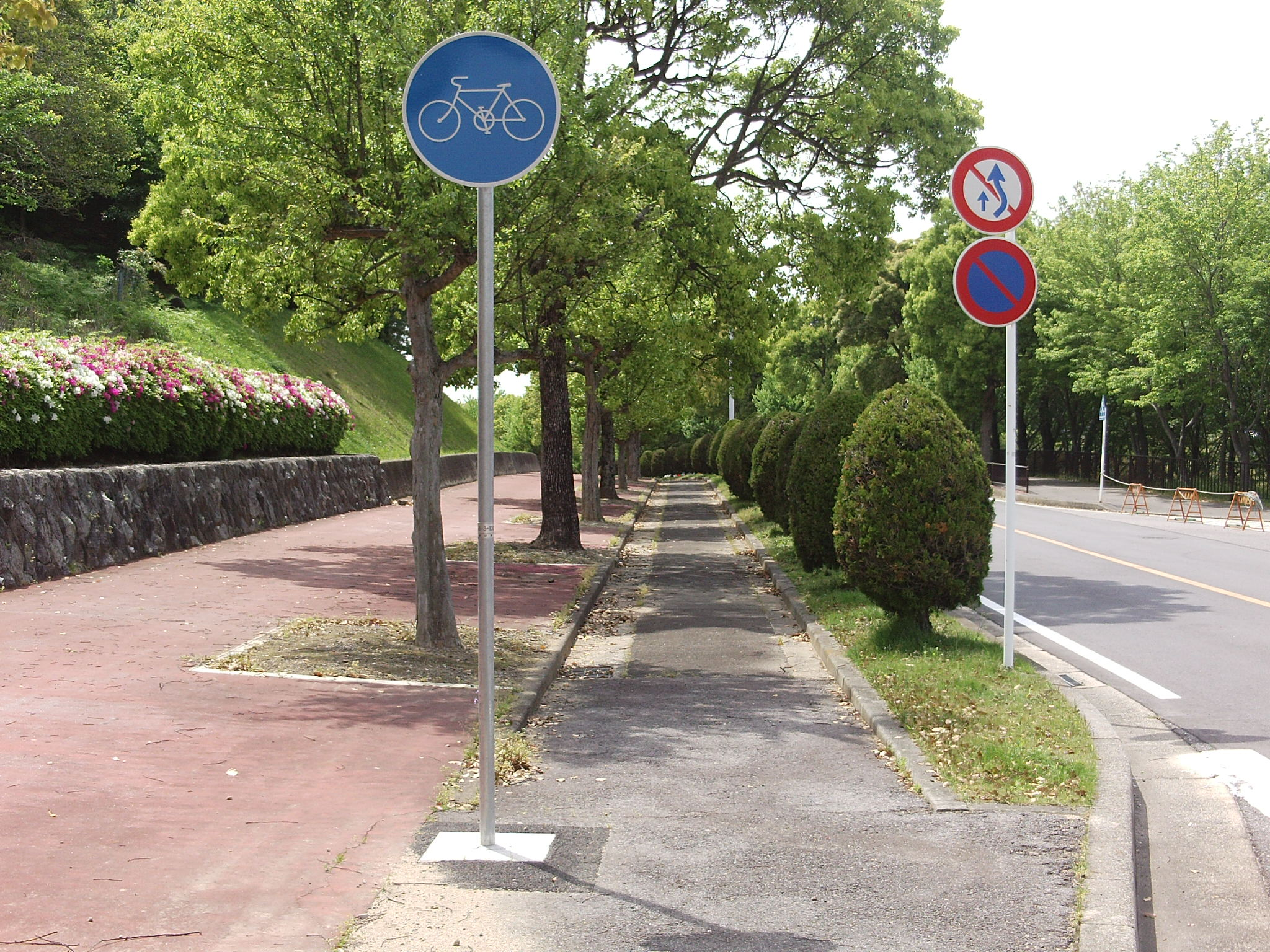
起点側。自転車道をクローズアップ。自転車が通行しなければならない道路の部分。登りも下りも同じ。

## 概要

### 路線データ
- 起点：愛知こどもの国
- 終点：愛知県幡豆郡幡豆町東幡豆（現・西尾市東幡豆町）

## 沿革
- 1972年（昭和47年）9月16日：認定
- 2011年（平成23年）3月29日：廃止[1]

## 地理

### 交差する道路
- 愛知県道321号東幡豆蒲郡線（幡豆街道）（こどもの国西交差点）